# Reed Slatkin
Reed Eliot Slatkin (* 22. Januar 1949 in Detroit, Michigan; † 20. Juni 2015 in Los Angeles) war ein US-amerikanischer Unternehmer und Urheber eines der größten Schneeballsysteme in der Geschichte den Vereinigten Staaten seit jenem von Charles Ponzi.

## Leben
Slatkin wuchs in einem wohlhabenden Vorort von Detroit auf und besuchte die Cranbrook School, bevor er ein Studium an der University of Berkeley begann.
Später begann Slatkin mit illegalen Geschäften. Slatkins System kollabierte 2000 nach Beschwerden von Investoren bei der U.S. Securities and Exchange Commission, sie könnten ihr Geld nicht mehr zurückbeziehen. Reed Slatkin erhielt je nach Quelle 200 Millionen oder 240 Millionen US-Dollar von über 500 wohlhabenden Investoren, darunter viele Hollywood-Berühmtheiten.
Er gestand vor Gericht seine Schuld ein und wurde am 2. September 2003 zu 14 Jahren Haft in einem Bundesgefängnis verurteilt. Am 5. Juli 2013 wurde er vorzeitig aus der Haft entlassen.
Slatkin war ein Scientology-Mitglied wie viele seiner Opfer auch. Im November 2006 wurde bekannt, dass Scientology im Rahmen eines Vergleichs die Summe von 3,5 Millionen an den Konkursverwalter zurückzahlen werde, weil durch das Schneeballsystem Geld an diverse Scientology-Organisationen geflossen war.
Slatkin verstarb am 20. Juni 2015 in Los Angeles.